# Pohotovostní muniční sklad Stará Voda
Bývalý pohotovostní muniční sklad Stará Voda, nazývaný také Točka Sever (rusky тoчка сeвер), se nachází u vrcholu Samoty (647 m n. m.), severo-severovýchodně od zaniklé vesnice Stará Voda (části Města Libavá) v pohoří Nízký Jeseník v okrese Olomouc v Olomouckém kraji. Je to soubor zbytků vojenských hangárů a příslušenství strategické vojenské základny vybudované sovětskou armádou. Pravděpodobně zde byly umístěny rakety s jadernými hlavicemi. Místo bylo v období studené války nepřístupné i československé armádě.

## Historie a popis
Bývalý pohotovostní muniční sklad vznikl po okupaci Československa vojsky Varšavské smlouvy a následném zabrání Vojenského výcvikového prostoru Libavá jednotkami Sovětské armády. Střední skupina vojsk zde vybudovala přísně tajnou oplocenou vojenskou základnu s ocelovými a betonovými hangáry, řídícím střediskem, raketovými nosiči, raketami, okopy, zapuštěnými strážními budkami, strážními věžemi, psincem, prasečincem, kuchyní, ubikacemi a dalším zařízením. Celá základna byla maskovaná a krytá lesními porosty. Zřejmě zde byly umístěny také rakety s jadernými hlavicemi. Veškeré stavební práce dělala sovětská armáda. Československá lidová armáda ani československá vláda neměly k místu přístup.
Hangáry (nazývané také sila či rusky granity) byly vybaveny klimatizací, jsou částečně zapuštěné do země, obsypané zeminou a porostlé lesní vegetací a mají masivní ocelová vrata. Dovnitř se vešla dvě vozidla (nosiče raket).
Působila zde sovětská raketová jednotku s balistickými raketami středního doletu 9K76 Temp-S (v kódovém označení NATO nazývané SS-12 Scaleboard). Jednotka držela na našem území nepřetržitou bojovou pohotovost. Z Libavé bylo možné odpálit hned 18 raket najednou.
V rámci přísně tajné plánované mise, v březnu 1988 odvezli Sověti raketové nosiče a v červenci 1988 přijeli Američané zkontrolovat plnění dohody na místo.
Jižně od muničního skladu se nachází vodárna a nedaleko od odbočky k vodárně stála vstupní brána celé základny.
Po odchodu sovětských vojsk z Československa začali někteří lidé rozkrádat stavební materiál z bývalého muničního skladu.
Muniční sklad se již nachází mimo vojenský újezd Libavá a je přístupný pěšky jen po lesních cestách. K místu nevede žádná turistická stezka.

## Další informace
Ve vojenském výcvikovém prostoru Libavá se nachází celkem tři bývalé pohotovostní muniční sklady, tj. v tomto textu prezentovaný Točka sever, a pak Točka Západ (u Mrskles a Mariánského údolí) a Točka Jih (mezi Skelnou Hutí a U Zeleného kříže).
Poblíž se nachází kopec Zadní Zlatná.

## Galerie

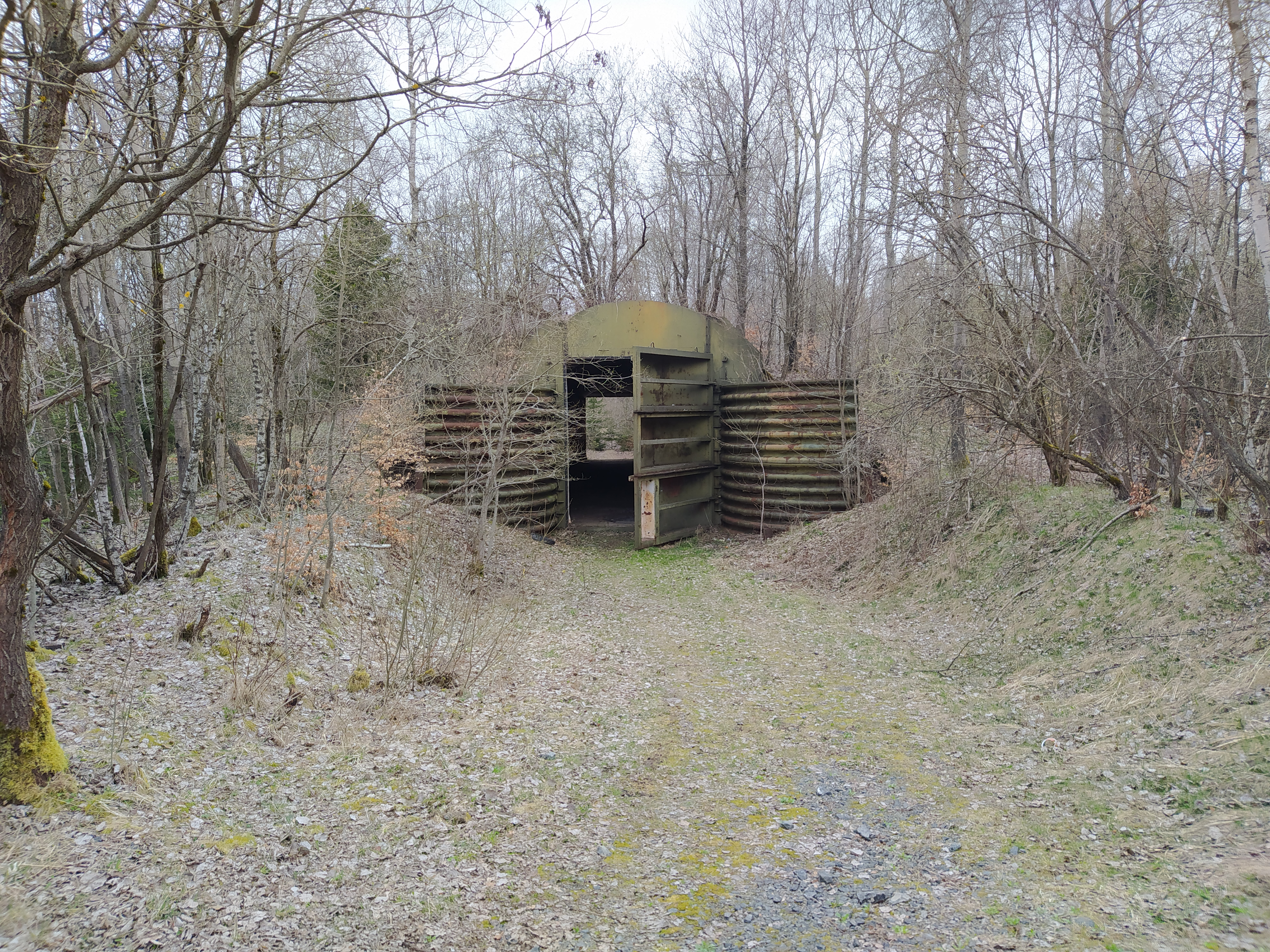
Hangár (silo, granit)
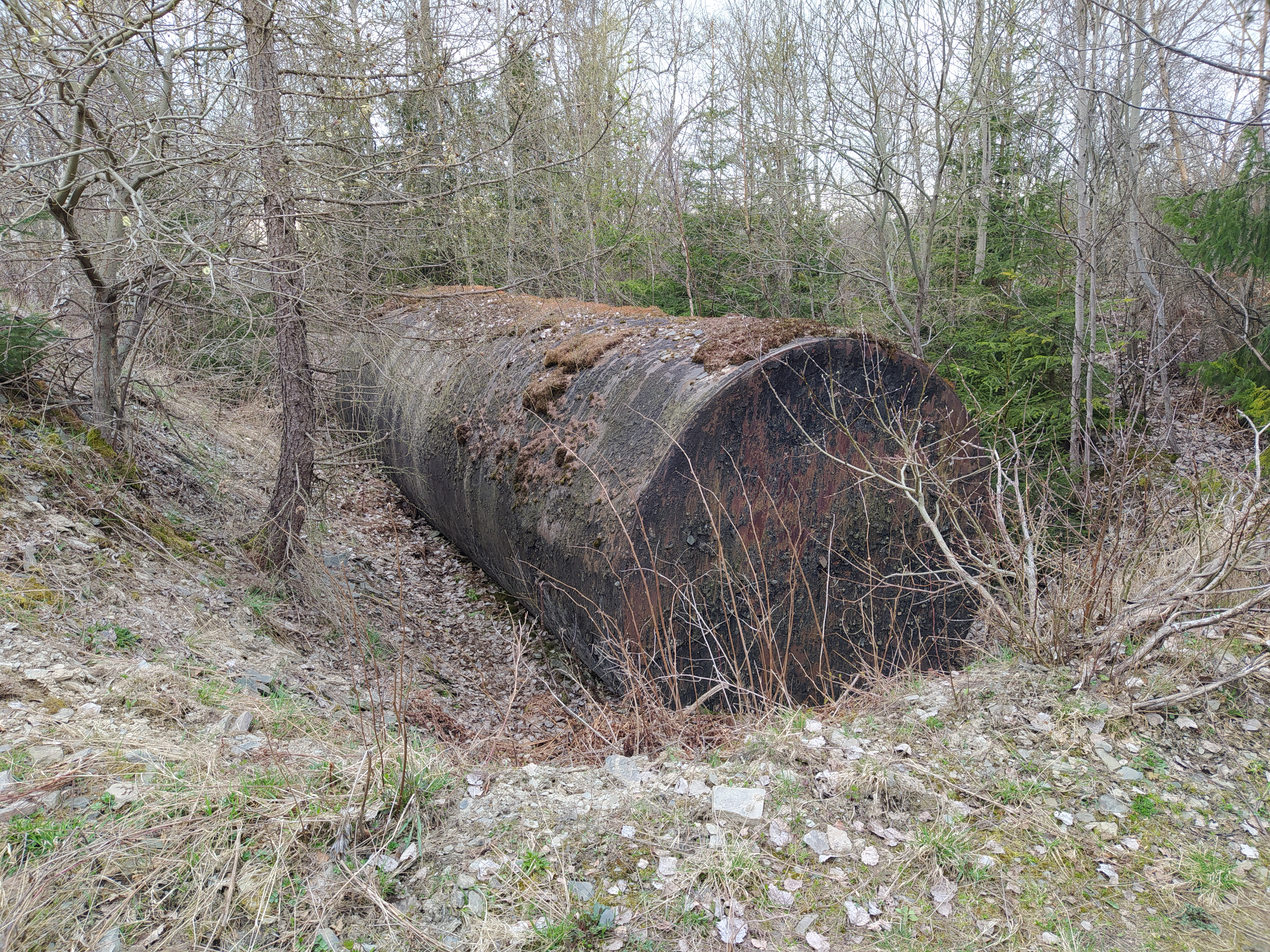
Nádrž na pohonné hmoty
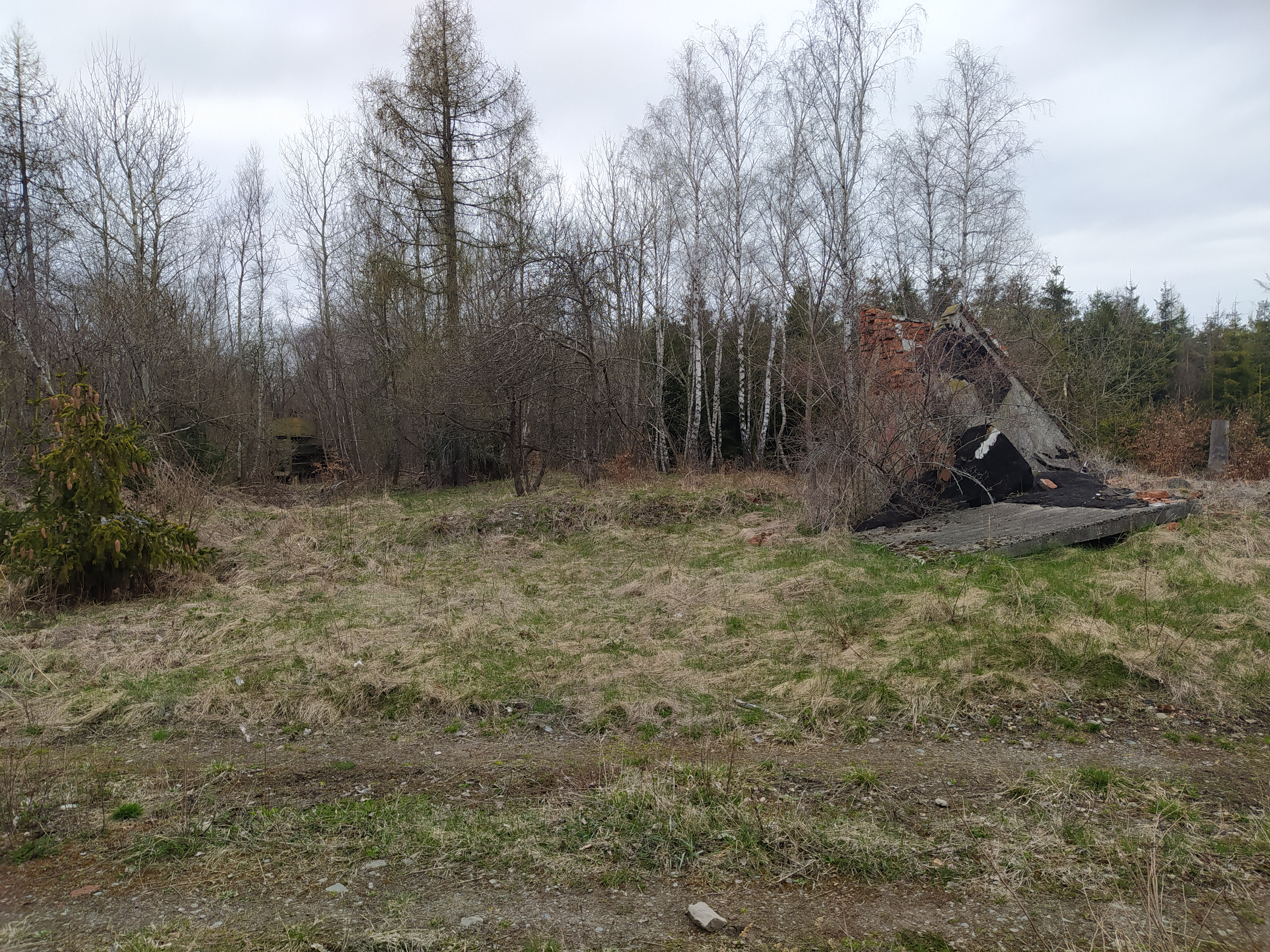
Torzo budovy a v pozadí hangár